# 芒棒镇
芒棒镇，是中华人民共和国云南省保山市腾冲市下辖的一个镇。

## 行政区划
芒棒镇下辖以下地区：
芒棒社区村、张家村、曼乃村、马家村、马场村、城河村、红豆树村、上营社区村、郑山村、赵营村、大水塘村、老桥头村、桥街村、大田坡村、窜龙村、坪地村和坪田村。

## 中国传统村落
2013年8月，张家村被评为第二批中国传统村落。